# 東急百貨店
東急百貨店（日语：／ Tōkyū hyakkaten */?）是一家日本連鎖百貨公司，隸屬於東急集團旗下，以關東地方為基地，總店位於澀谷。

## 歷史
東急百貨店的前身為東橫百貨店（1934年成立）與白木屋（1662年創業、1919年公司創立）。1958年，兩間百貨公司合併為「株式會社東橫」，1967年改為現名。

## 店舖

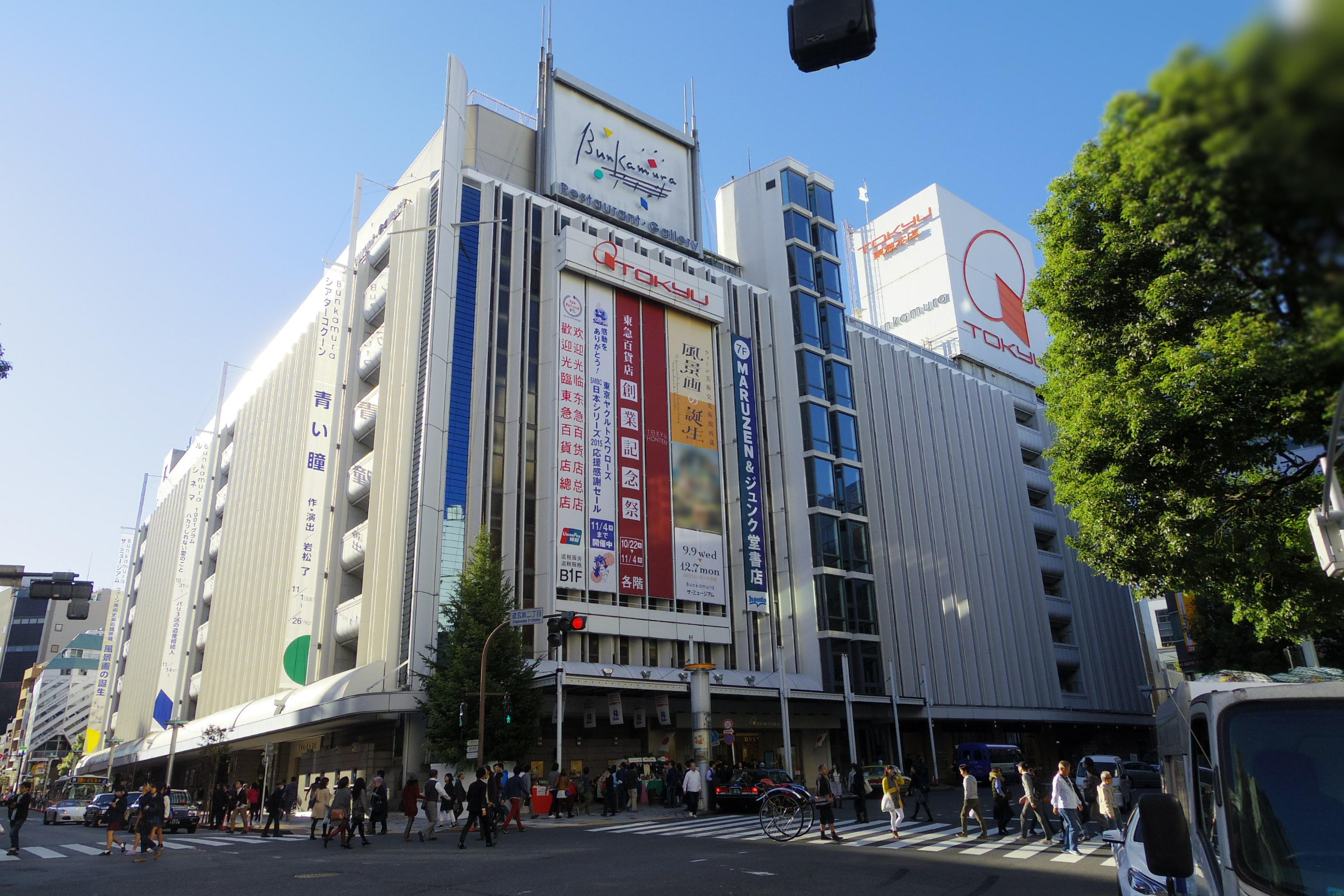
位於東京澀谷道玄坂的東急百貨店本店，附設複合式文化設施「Bunkamura」

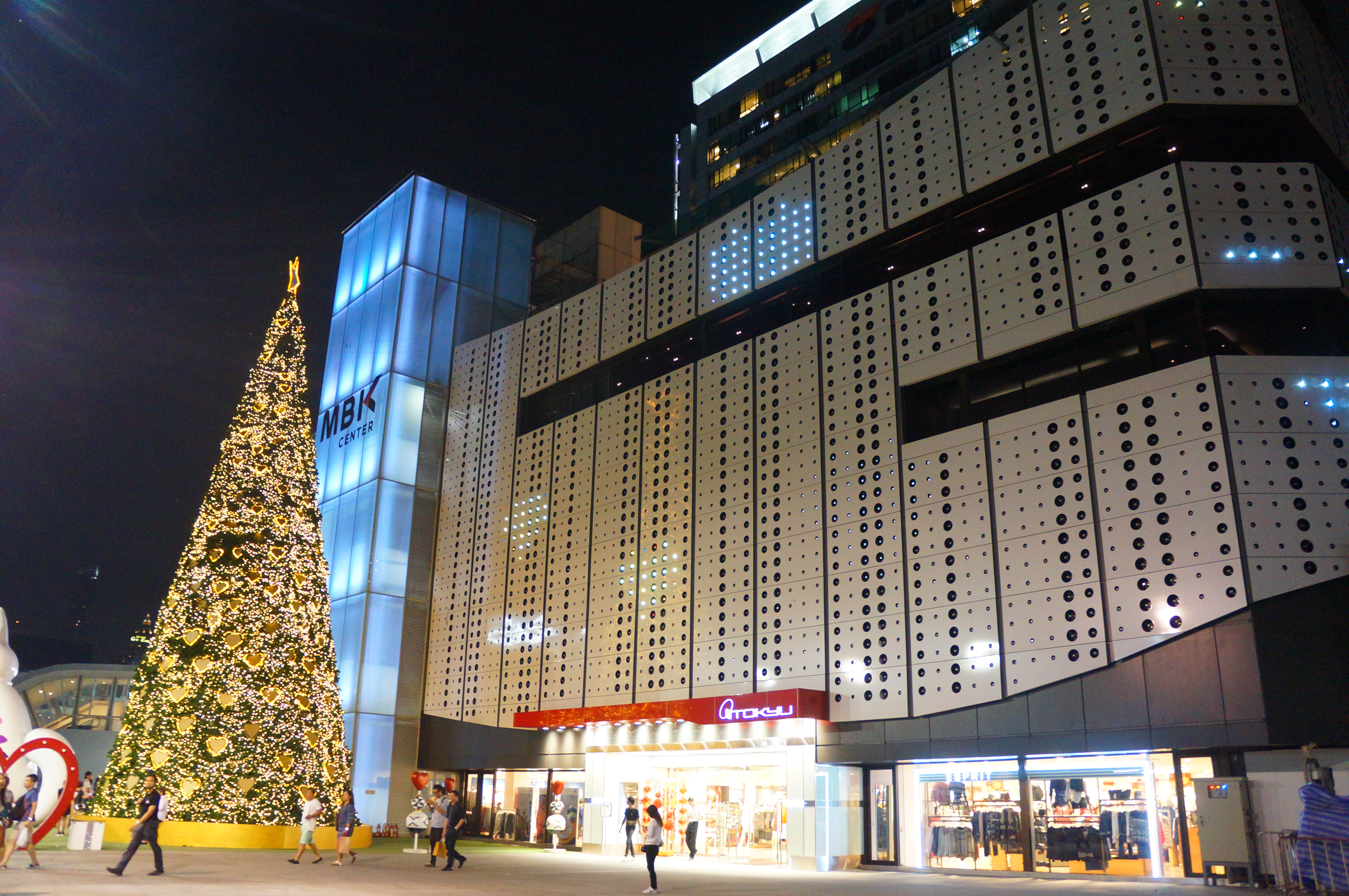
位于泰国曼谷群僑商業中心内的东急百货店

### 日本
- 吉祥寺店（武藏野市）
- 多摩廣場店（橫濱市）
- 札幌店（札幌市）

### 日本以外
- 东急新天地（中国广州市荔湾区上下九广场）

### 已關閉分店
- 北見店
- 日本橋店（舊・白木屋）
- 小諸東急百貨店
- 岡谷東急百貨店
- 青葉台東急百貨店
- 東橫店（日语：東急百貨店東横店）（舊・東橫百貨店）
- TOKYU SCENE（新加坡）
- 香港東急百貨有限公司（香港）
- 永琦東急百貨（台灣）
- 群僑商業中心 MBK 店（泰国曼谷）
- 總店（日语：東急百貨店本店）（澀谷區）

## 関連項目
- Bunkamura
- 駒澤野球場

## 外部連結
- 東急百貨店 （页面存档备份，存于）